# Abadox
Abadox (アバドックス?) è un videogioco del genere sparatutto a scorrimento sviluppato nel 1989 da Natsume e pubblicato in America Settentrionale da Milton Bradley con il titolo Abadox: The Deadly Inner War.

## Trama
Ambientato nel 5012, il protagonista è il sottotenente Nazal che deve affrontare la minaccia aliena di Parasitis e salvare la principessa Maria.

## Modalità di gioco
Simile a Gradius e Salamander, Abadox presenta una serie di power-up da raccogliere per potenziare l'arsenale. Se il personaggio giocante viene colpito, perderà immediatamente i potenziamenti e ricomincerà dal checkpoint precedente.